# Antas da Herdade dos Prates
Die Antas da Herdade dos Prates sind drei mehr oder minder gut erhaltene, benachbarte Antas in Vimieiro bei Pavia im Distrikt Évora im Alentejo in Portugal. Anta ist die portugiesische Bezeichnung für etwa 5000 Megalithanlagen oder Dolmen, die während des Neolithikums im Westen der Iberischen Halbinsel von den Nachfolgern der Cardial- oder Impressokultur errichtet wurden.
Die Antas stammen aus der Kupfersteinzeit und wurden 1959 von Georg Leisner und Vera Leisner untersucht. Ursprünglich waren es sechs, heute sind nur noch drei vorhanden und zwei von ihnen ziemlich beschädigt. In der Nähe liegen die Antas da Caeira  und die Anta da Cré 3. Die Denkmäler sind noch nicht als Kulturerbe eingestuft und daher nicht per Gesetz geschützt.

## Anta 3
Die Anta ist zusammengebrochen. Es gibt zwei große Platten, die dachförmig gegeneinander stehen (möglicherweise ein Tragstein  und die Hälfte der Deckenplatte). Die anderen Tragsteine sind zerbrochen. Der Gang ist nicht erkennbar.
Lage: 38° 50′ 54,8″ N, 7° 57′ 4,9″ W

## Anta 5
Diese Anta ist die am besten erhaltene der Gruppe. Sie besteht aus sieben Tragsteinen, von denen einer in zwei Hälften zerbrochen war. Die Stücke wurden wieder zusammengesetzt.  Der üblicherweise zum Gang hin geneigte, hier aber konträr aufliegende Deckstein befindet sich in situ. Es gibt einige Steine des Ganges, von denen sich einer in situ befindet, und andere in der Nähe. Teile des Grabhügels sind noch erkennbar.
Lage: 38° 51′ 19,1″ N, 7° 57′ 15,9″ W

## Anta 6
Von der Anta sind nur drei Tragsteine in situ erhalten, ein vierter ist zerbrochen. Es gibt einige Steine in der Nähe, und einer kann ein Tragstein oder ein Teil des Decksteins sein. Andere können Teil des Ganges oder weitere Teile der Deckplatte sein.
Lage: 38° 51′ 13,7″ N, 7° 57′ 12,8″ W